# مسرح بيري المصري
مسرح بيري المصري هو قصر سينمائي يقع في أوغدن، يوتا، الولايات المتحدة. أُضيف إلى السجل الوطني للأماكن التاريخية عام 1978.

## تاريخ
بنى مسرح بيري المصري بعد الانهيار الناري لفندق أرلينغتون في عام 1923. ابتكر هارمان ولويس بيري خطة لبناء مسرح كبير، «عرض الغرب». تم التعاقد مع الشركة المعمارية هودجسون ومكلينهان، المشهورة بالعديد من معالم واساتش فرونت المهمة، لهذه المهمة. لقد أخذوا إشارات من العديد من المسارح الغربية الأكثر شهرة، بما في ذلك مسرح غرومان المصري في هوليوود، واستقروا على صالة عرض على الطراز المصري.
بدأ البناء في عام 1923 في المنطقة التي تم تطهيرها من فندق أرلينغتون، موقع منزل بيريز الأول في أوغدن. مرت عشرة أشهر، وفي 3 يوليو 1924، افتتح المصريون. أول فيلم تم عرضه في المسرح الجديد كان فيلم زين غري المتجول في الأرض القاحلة. هذا الفيلم الصامت «ذو اللون الطبيعي» رافقه مايتي ورليتسر، الأرغن المصري الشهير.
أول «صورة نقاشية» كانت في أريزونا القديمة، عُرضت في عام 1929. وقد قلل هذا من دور عضو الأنابيب المنزلية، والذي كان يستخدم أحيانًا أثناء فترات الاستراحة والبرامج الأخرى. في عام 1960، تمت إزالة العضو ووضعه في التخزين.
دمجت سلسلة توينتيث سينشوري ستوديوز، التي ينتمي إليها المسرح المصري، في عام 1935. ونتيجة لذلك استأجرت مسارح Fox Inter-Mountain مسارح بيري، وهما المسرح المصري وأوغدن. أدى تجديد مدخل المسرح إلى زيادة حجم الخيمة أربعة أضعاف وإضافة شباك التذاكر الجديد وسقفًا جديدًا إلى الردهة. في عام 1951، جدد فوكس المصري، مضيفًا العديد من التفاصيل الجديدة والأكثر روعة إلى المسرح.
شهد عام 1953 وصول حدثين جديدين ومهمين للمسرح. تم عرض الفيلم ثلاثي الأبعاد لقد جاء من الفضاء الخارجي، وهو الأول من هذا النوع للمنزل، ثم ظهر فيلم الرداء، وهو فيلم سينما سكوب. استلزم تنسيق سينما سكوب، الذي يحتوي على أكثر من نسبة عرض مقابل ارتفاع مقابل اثنين إلى واحد، إزالة عمودين من أعمدة المسرح الداخلي. تم أيضًا تثبيت نظام عالي الدقة رباعي القنوات لاستيعاب الأهمية المتزايدة للصوت المجسم في الأفلام.
قوبلت إعادة البناء اللاحقة في عام 1961 بردود فعل مختلطة. تم طلاء أو إزالة العديد من تفاصيل المسرح الأصلي. كانت الستائر الوردية مصحوبة بجدران قاعة وردية اللون. تم تثبيت شاشة جديدة وأوسع وأكبر أمام المسرح. تمت إعادة تهيئة المقاعد أيضًا، مما أدى إلى تقليل السعة من 1200 إلى 850 في محاولة لزيادة مساحة الأرجل وراحة العملاء. كما تم تجديد المقاعد، مما أدى إلى مزيد من التحديث للمعايير.
في السنوات التالية، كان من شأن العديد من التكرارات المختلفة لما كان يعرف باسم Fox Inter-Mountain Corporation أن تبقي المسرح المصري في طليعة المشهد المسرحي المحلي. عرضت الأفلام لأول مرة في أوائل الثمانينيات، عندما انتقلت الإدارة إلى سلسلة محلية أصغر. نظرًا لافتقاره إلى الوجود والتمويل اللازمين للأفلام التي يتم عرضها لأول مرة، تقدم المسرح إلى مسرح ثانٍ قبل وقت قصير من إغلاقه في عام 1984، بسبب انتهاك قانون الصحة.
اعتقد الكثيرون أن أيام مجد المسرح المصري قد ولت، وأنه لا يوجد مستقبل لمسرح كلاسيكي بشاشة واحدة في أوغدن. تم تهديد المسرح في مناسبات عديدة بالهدم، حيث كان جالسًا ومجهزًا وغير مستخدم. كثرت الشائعات حتى تم شراء المسرح أخيرًا، في الساعة الحادية عشرة، بسعر البناء الأصلي عام 1924 البالغ 250 ألف دولار. بتيسير من مؤسسة التراث (Heritage Foundation)، تم تسليم المبنى إلى مؤسسة المسرح المصري، والتي تم إنشاؤها كوسيلة لتسهيل تجديد صالة العرض الكلاسيكية. تم منح ملكية المبنى أولاً لمدينة أوغدن، ثم مقاطعة ويبر.
إنجزت عملية ترميم كاملة بالشراكة مع مقاطعة ويبر، و مدينة أوغدن، وجامعة ولاية ويبر، ومؤسسة المسرح المصري، وغرفة أوغدن / ويبر التجارية. تم استلام التبرعات والمساهمات الرئيسية من الدكتور لويس س وجان بيري ومؤسسة جورج إس وديلوريس دور إيكلز والهيئة التشريعية لولاية يوتا من بين مئات الهدايا الأخرى الأصغر. تم بناء وإنجاز مركز مؤتمرات ديفيد اكليس المجاور ومكتب حكومة مقاطعة ويبر، الواقع في متجر متعدد الأقسام تم تجديده، واستكمالهما خلال هذه الفترة.
أعيد افتتاح المسرح المصري الذي تم إنقاذه في 17 يناير 1997. وتم توسيع دوره من دار سينما إلى مسرح مجتمعي / دار فنون الأداء. أعيد تركيب أرغن أنبوب ورليتسر في عام 2004، مكملاً الجو التاريخي للمسرح.
قدم المسرح في تاريخه الحديث مسرحيات كلاسيكية وعروض موسيقية حية. العديد من عروض أورليتسر مسرح الأنابيب الجهاز، والأفلام الكلاسيكية والوثائقية بالإضافة إلى أفلام الأطفال. تحظى العروض السنوية لباليه كسارة البندق خلال موسم عيد الميلاد بشعبية كبيرة. يعرض مهرجان صندانس السينمائي أفلامًا في مسرح بيري المصري منذ عام 1998. وتقام العديد من الفعاليات المجتمعية بانتظام في المسرح.